# Эт-Таманиа
Эт-Таманиа (араб. التمانعة‎) — небольшой город на северо-западе Сирии, расположенный на территории мухафазы Идлиб. Входит в состав района Мааррет-эн-Нууман. Является административным центром одноимённой нахии.

## Географическое положение
Город находится в южной части мухафазы, на высоте 508 метров над уровнем моря.

Эт-Таманиа расположена на расстоянии приблизительно 51 километра к югу от Идлиба, административного центра провинции и на расстоянии 213 километров к северо-северо-востоку (NNE) от Дамаска, столицы страны.

## Население
По данным официальной переписи 2004 года численность населения города составляла 7382 человек (3712 мужчин и 3670 женщин).

## Транспорт
Ближайший гражданский аэропорт — Международный аэропорт имени Басиля Аль-Асада.